# Pelastoneurus umngazi
Pelastoneurus umngazi är en tvåvingeart som beskrevs av Grichanov 2004. Pelastoneurus umngazi ingår i släktet Pelastoneurus och familjen styltflugor. Inga underarter finns listade i Catalogue of Life.